# Craig Anderson
Craig Anderson (ur. 21 maja 1981 w Park Ridge, Illinois) – amerykański hokeista, reprezentant USA.

## Kariera
- Chicago Jets (1997-1998)
- Chicago Freeze (1998)
- Guelph Storm (1998-2001)
- Norfolk Admirals (2001-2005)
- Chicago Blackhawks (2003-2004, 2005-2006)
- Rochester Americans (2006-2007)
- Florida Panthers (2006-2009)
- Colorado Avalanche (2009-2010)
- Ottawa Senators (2010-2021)
- Buffalo Sabres (2021-2023)

W drafcie NHL był wybierany dwukrotnie: w 1999 przez Calgary Flames (wówczas nie podpisał kontraktu) i w 2001 przez Chicago Blackhawks. W barwach tej drużyny zadebiutował w rozgrywkach NHL w sezonie 2002/2003. Od lutego 2011 roku zawodnik Ottawa Senators. W marcu 2011 roku przedłużył kontrakt o cztery lata. W sierpniu 2014 przedłużył kontrakt o trzy lata, a we wrześniu 2017 o dwa kolejne. Pod koniec lipca 2021 ogłoszono jego transfer do Buffalo Sabres. W kwietniu 2023 ogłoszono zakończenie przez niego kariery zawodniczej.
Uczestniczył w turniejach mistrzostw świata edycji 2006, 2008.

## Sukcesy
Klubowe
- Holody Trophy: 1999 z Guelph Storm
- Mistrzostwo dywizji AHL: 2002, 2003 z Norfolk Admirals
- Frank Mathers Trophy: 2002, 2003 z Norfolk Admirals

Indywidualne
- OHL (2000/2001):
  - Pierwszy skład gwiazd
  - Najlepszy bramkarz sezonu
- NHL (2009/2010):
  - Najlepszy bramkarz miesiąca - październik 2009
- NHL (2012/2013):
  - Najlepszy bramkarz miesiąca - styczeń 2013
  - Pierwsza gwiazda miesiąca - styczeń 2013
  - Roger Crozier Saving Grace Award - pierwsze miejsce w klasyfikacji skuteczności interwencji w sezonie zasadniczym: 94,1%
  - Pierwsze miejsce w klasyfikacji średniej goli straconych na mecz w sezonie zasadniczym: 1,69
- NHL (2016/2017):
  - Bill Masterton Memorial Trophy